# Sparkle in the Rain
Sparkle in the Rain är ett Simple Minds-album, inspelat hösten 1983 och utgivet 1984.
Det är producerat av Steve Lillywhite och utgivet av Virgin Records.
Albumet blev en stor framgång. Det gick direkt in på 1:a plats på brittiska albumlistan. Det blev även etta i Nya Zeeland och nådde topp 20-placeringar i ett flertal länder. På Sverigetopplistan blev det en 2:a plats.
Sparkle in the Rain har beskrivits som en övergång från gruppens tidiga postpunk-stil och den storslagna syntpopen på det föregående albumet New Gold Dream (81-82-83-84) till en mindre subtil arenarock i stil med U2.
Från albumet släpptes Waterfront, Speed Your Love to Me och Up on the Catwalk som singlar.
Albumet följdes av en världsturné 1984 i Australien, Nya Zeeland, USA, Kanada, Japan och Europa. På turnén besökte Simple Minds Johanneshovs Isstadion i Stockholm 24 mars och Göteborgs Konserthus dagen efter.

## Låtlista
1. "Up on the Catwalk" - 4:46
2. "Book of Brilliant Things" - 4:22
3. "Speed Your Love to Me" - 4:25
4. "Waterfront" - 4:49
5. "East at Easter" - 3:33
6. "Street Hassle" - 5:15
7. "White Hot Day" - 4:34
8. ""C" Moon Cry Like a Baby" - 4:21
9. "The Kick Inside of Me" - 4:49
10. "Shake Off the Ghosts" - 4:01